# Friedrich Alexander von Hock
Friedrich Alexander von Hock (* um 1665; † um 1750) war ein preußischer Landrat des Kreises Liegnitz.
Friedrich Alexander war Angehöriger des schlesischen Adelsgeschlechts von Hock. Seine Eltern waren der kaiserliche Hauptmann und Erbherr auf Mühlgast, Assmann von Hock († 1676) und Eleonora, geborene von Kottwitz († 1708).
Er war mit der Landwirtschaft auf seinen Gütern Mühlgast, Groß und Klein Reichen sowie Dittersbach befasst. Von Januar 1742 bis 1745 war er Landrat im Kreis Liegnitz. Sein Nachfolger wurde Johann Wenzel von Trach.
Hock war dreimal verheiratet. In erster Ehe 1689 mit Anna Marianne von Eicke, einer Tochter von Georg Sigismund von Eicke auf Reppersdorf, in dritter Ehe 1717 mit Sophie Hedwig Gräfin Henckel von Donnersmarck (1690–1719). Eine Tochter war Barbara Eleonora (1691–1753), welche mit Leo Maximilian Henckel von Donnersmarck (1691–1771) vermählt war.